# Варало Помбија
Варало Помбија (итал. Varallo Pombia) је насеље у Италији у округу Новара, региону Пијемонт.
Према процени из 2011. у насељу је живело 4531 становника. Насеље се налази на надморској висини од 298 м.

## Становништво
| 1931. | 1936. | 1951. | 1961. | 1971. | 1981. | 1991. | 2001. | 2011. |
| ----- | ----- | ----- | ----- | ----- | ----- | ----- | ----- | ----- |
| 2.656 | 2.526 | 2.712 | 3.287 | 3.817 | 4.024 | 4.107 | 4.403 | 5.004 |